# 아이 하트 헉커비스
《아이 하트 헉커비스》(영어: I ♥ Huckabees)는 2004년 공개된 미국의 코미디 영화이다.

## 출연

### 주연
- 제이슨 슈왈츠먼
- 이자벨 위페르

### 조연
- 더스틴 호프만
- 릴리 톰린
- 주드 로
- 마크 월버그
- 나오미 왓츠

## 기타
- Line PD: 더라 웨인트롭
- 미술: K.K. 바렛
- 의상: 마크 브릿지
- 배역: 마리 베뉴

## 같이 보기
- 탈구축
- 공시성